# Różana (powiat ząbkowicki)
Różana (niem. Rosenbach) – wieś w Polsce położona w województwie dolnośląskim, w powiecie ząbkowickim, w gminie Stoszowice.

## Podział administracyjny
W latach 1975–1998 miejscowość należała administracyjnie do województwa wałbrzyskiego.

## Zabytki
Do wojewódzkiego rejestru zabytków wpisany jest:
- kościół ewangelicki, obecnie rzymskokatolicki filialny pw. św. Marii Magdaleny, murowano-drewniany, z pierwszej połowy XVI w., w drugiej połowie XVIII w.